# Vie extraterrestre
Pour les articles homonymes, voir Vie et Extraterrestre.
Cet article concerne la vie extraterrestre d'un point de vue scientifique. Pour la vie extraterrestre dans la fiction, voir Extraterrestre dans la fiction.
- recherche d'exoplanètes avec le télescope spatial Kepler ;
- réseau de téléscopes d'Allen du programme SETI ;
- exploration robotique du Système solaire par le robot Curiosity sur Mars.

La vie extraterrestre (du latin extra, « au-dehors, à l'extérieur »), ou extra-terrestre, est toute forme de vie présente ailleurs que sur la planète Terre.

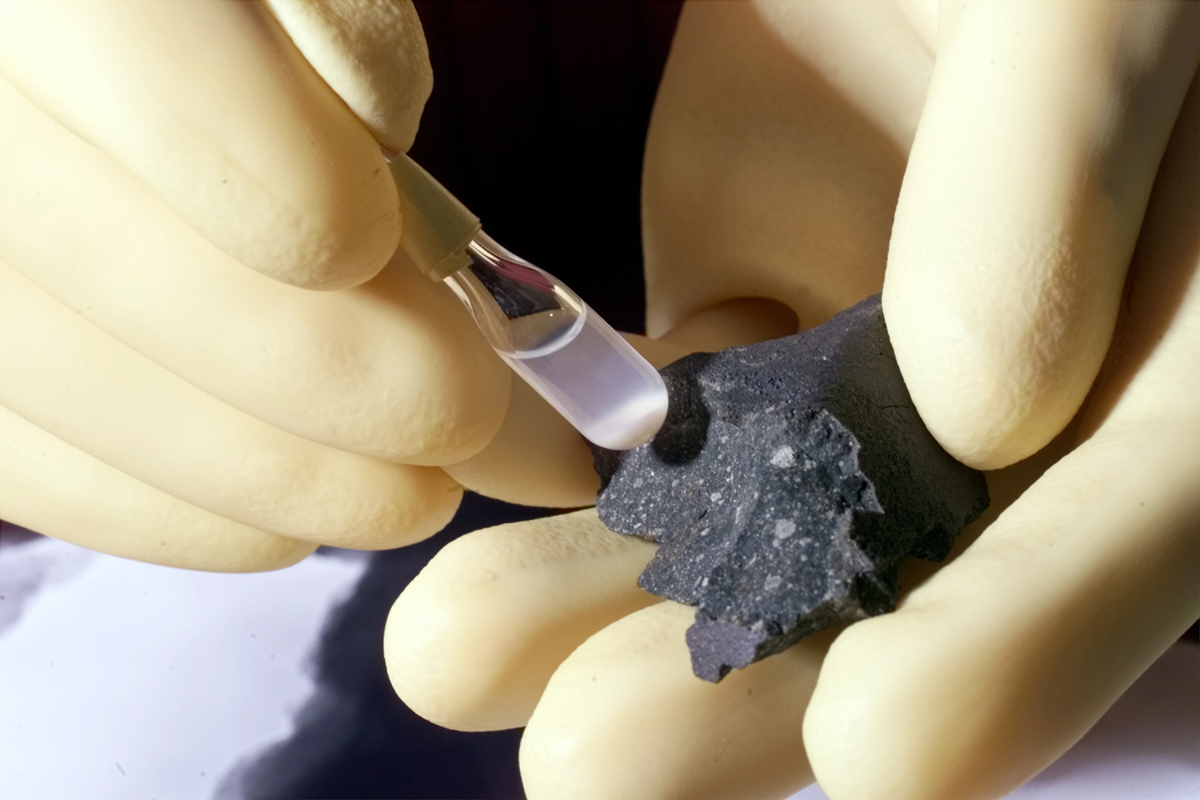
La météorite de Murchison intéresse particulièrement les astrophysiciens, les cosmochimistes et les exobiologistes à la recherche des origines de la vie, son étude ayant fortement influencé la thèse sur l'origine extraterrestre de la vie sur Terre.

L'idée que la vie puisse se développer ailleurs dans l'Univers remonte au moins à l'Antiquité. La mise en évidence d'une vie extraterrestre, présente ou passée, est un sujet de recherche scientifique actif depuis les années 1980, après une première tentative de recherche d'indices par les sondes spatiales du programme Viking envoyées sur le sol de la planète Mars en 1975. Depuis la fin des années 1990, l'agence spatiale américaine, la NASA, poursuit un programme d'exploration spatiale très actif visant à mettre en évidence des indices de vie sur Mars, présente ou fossile : analyse poussée des sols (astromobile Curiosity), recherche et identification des sources de méthane, caractérisation des environnements favorables à la vie dans l'histoire de Mars. D'autres sondes spatiales ont identifié des environnements qui pourraient être favorables à des formes de vie plus ou moins complexes : océans souterrains sans doute présents sur Europe, satellite de Jupiter, et sur Encelade, satellite de Saturne, atmosphère dense et complexe de Titan, également satellite de Saturne. La découverte d'indices de vie se heurte toutefois aux limitations imposées à la masse des instruments embarqués sur les sondes spatiales, qui limite les capacités d'analyse. Une première mission de retour d'échantillons martiens, Mars Sample Return, devrait permettre une avancée décisive dans le domaine. Ces différents projets ont donné naissance à une nouvelle science, l'exobiologie, qui étudie de manière interdisciplinaire les facteurs et les processus ayant amené à l'apparition de la vie, d'une manière générale, et à son évolution.
De nombreuses exoplanètes (planètes tournant autour d'autres étoiles) ont été détectées au cours de la décennie 2010 par des instruments comme le télescope spatial Kepler. Des progrès importants dans les instruments de détection permettront, au cours des années à venir, d'identifier par spectrométrie des atmosphères d'exoplanètes présentant le cas échéant des indices de vie, tels que la présence d'oxygène.
Un raisonnement statistique fondé sur des constats comme l'abondance des étoiles dans l'Univers (400 milliards dans la seule Voie lactée), l'ancienneté de notre galaxie (plus de dix milliards d'années), ou le rythme fulgurant des progrès techniques sur Terre au cours des deux derniers siècles, et sur des hypothèses telles que le principe de médiocrité (le Système solaire a une configuration ordinaire, l'apparition de la vie puis de la vie intelligente résultent de processus fréquemment rencontrés) permet d'avancer l'hypothèse que la vie intelligente dans l'Univers devrait être répandue, ancienne et donc visible. Or, à ce jour, aucun élément observable de vie extraterrestre n'a été identifié par la communauté scientifique. Ce paradoxe formalisé par Fermi pourrait amener à une remise en question de plusieurs des hypothèses avancées (probabilité d'apparition de la vie et/ou de la vie intelligente, contraintes dues à l'environnement, etc.).
Depuis les années 1960, divers programmes d'observation financés par des initiatives privées, baptisés Search for Extra-Terrestrial Intelligence (SETI), s'appuient sur le raisonnement statistique pour tenter de détecter la présence de civilisations extraterrestres avancées dans d'autres systèmes planétaires, en analysant à l'aide de radiotélescopes les émissions radio émanant des étoiles les plus proches.
La vie extraterrestre et ses interactions avec l'espèce humaine sont par ailleurs des thèmes récurrents de la science-fiction (nouvelles et romans, films, jeux vidéo, etc.). La présence actuelle ou passée d'êtres extraterrestres intelligents sur la Terre est une croyance très répandue depuis le début de l'ère spatiale. On lui associe l'origine d'objets volants non identifiés (OVNI) et différentes thèses spéculatives associées à des formations spectaculaires (géoglyphes de Nazca, pyramides d'Égypte).

## Une hypothèse envisagée dès l'Antiquité
Dès l'Antiquité, certains philosophes grecs supposent l'existence de civilisations peuplant des exoplanètes. D'après l'universitaire Evgenya Shkolnik, l'hypothèse d'une vie extraterrestre « remonte au moins à Anaximandre (vers 610 av. J.-C. – vers 546 av. J.-C.), philosophe grec qui postula une « pluralité cosmique » — l'idée qu'un nombre élevé, si ce n'est infini, de planètes dotées de vie extraterrestre puissent exister ».
Au Ier siècle av. J.-C., Lucrèce, dans De natura rerum, mentionne la possible existence d’extraterrestres :

« Si la même force, la même nature subsistent pour pouvoir rassembler en tous lieux ces éléments dans le même ordre qu’ils ont été rassemblés sur notre monde, il te faut avouer qu’il y a dans d’autres régions de l’espace d’autres terres que la nôtre, et des races d’hommes différentes, et d’autres espèces sauvages. »

En 1584, dans Le Banquet des Cendres, Giordano Bruno fait également mention de la possibilité d’habitants d’autres mondes :

« La quatrième [partie] affirme […] que ces mondes sont autant d’animaux dotés d’intelligence, qu’ils abritent une foule innombrable d’individus simples et composés, dotés d’une vie végétative ou d’entendement, tout comme ceux que nous voyons vivre et se développer sur le dos de notre propre monde. »

Dans sa Critique de la raison pure (1781), Kant écrit :

« S’il était possible de décider la chose par quelque expérience, je parierais bien toute ma fortune que quelqu’une au moins des planètes que nous voyons est habitée. Aussi n’est-ce pas simplement une opinion, mais une ferme foi (sur l’exactitude de laquelle je hasarderais beaucoup d’avantages de la vie), qui me fait dire qu’il y a aussi des habitants dans d’autres mondes. »

Bien d'autres passages, dans divers textes de Kant, témoignent de son intérêt pour la vie sur d'autres planètes. Les êtres rationnels non terrestres sont même pour lui un point de comparaison nécessaire pour pouvoir définir l'humanité.
En 1865, dans son roman d'anticipation Un Habitant de la planète Mars, Henri de Parville suppose la vie dans les astres suivants :

« Soleil — inhabité encore [« sans doute allusion au temps où le soleil ne sera plus qu'une planète »] ;
- Mercure — habitée, êtres inférieurs, homologues des espèces terrestres futures ;
- Vénus — habitée, êtres complètement homologues à ceux de la terre, faune et flore correspondantes ;
- la Terre — habitée depuis longtemps déjà et le sera longtemps encore ;
- la Lune — plus habitée ; l'a été ;
- Mars — habitée, êtres analogues à ceux de la terre, plus petits et inférieurs, homologues il y a longtemps déjà des espèces terrestres ; maintenant habité par des espèces correspondantes dans l'échelle organique aux futurs habitants de la terre ;
- Jupiter — non habitée encore, satellites habités ;
- Saturne — êtres inférieurs, satellites peut-être habités encore ;
- Uranus — organismes rudimentaires ;
- Neptune — habitée sans doute par des êtres inférieurs. »

## Recherche d'exoplanètes
Les théories concernant la naissance du Système solaire mises au point au XXe siècle font de la formation des planètes un phénomène normal sans qu'on puisse quantifier sa probabilité. Christian Huygens, au XVIIe siècle, est le premier astronome à envisager l'utilisation des instruments d'observation afin de détecter des planètes tournant autour d'une autre étoile. Mais jusqu'au début des années 1990, malgré de nombreuses tentatives, aucune observation ne peut être réalisée. Les progrès de l'électronique et les débuts de l'ère spatiale, qui permettent de placer des observatoires dans l'espace, changent alors la donne. Une première exoplanète est détectée en 1989 par une équipe suisse. Au cours des années suivantes, les observations se multiplient. Le télescope spatial Kepler, lancé en 2009, effectue un recensement systématique des planètes présentes dans une petite portion du ciel à moins de 2 000 années-lumière en utilisant une technique d'observation indirecte, la méthode des transits. La mission spatiale permet de détecter plus de 2 500 planètes avec des répercussions importantes sur notre compréhension de la formation des systèmes solaires.
Il est désormais établi que les planètes sont abondantes (en moyenne au moins une planète par étoile), mais leurs caractéristiques sont souvent très différentes de celles du Système solaire, en particulier la prépondérance de Jupiter chauds, planètes gazeuses très proches de leur étoile hôte. Ces progrès de l'astronomie donnent du poids aux partisans du principe de médiocrité selon lesquels la Terre et l'évolution des espèces constituent des caractéristiques banales dans l'univers qui sont donc sans doute partagées avec d'autres planètes de notre galaxie[réf. nécessaire].

## Apparition de la vie: processus et contraintes
Les interrogations autour de la présence de la vie ailleurs que sur Terre passent par la compréhension des facteurs et des processus, notamment géochimiques et biochimiques, qui permettent l'apparition de la vie et son évolution. L'exobiologie, science consacrée à ce thème apparue dans les années 1920, s'attache à rechercher les processus présidant à l’évolution de la matière organique simple (biomolécules : chaînes peptidiques, nucléiques ou lipidiques) vers des structures plus complexes (premières cellules, premiers systèmes génétiques, etc.) autant que d'éventuelles traces ou possibilités de vie sur d'autres astres connaissant des environnements radicalement différents du nôtre.

## Recherche de la vie dans le Système solaire
Les spéculations concernant la présence de la vie extraterrestre ont très tôt porté sur les planètes du Système solaire, en particulier Mars et Vénus. Depuis les années 1980, grâce aux sondes spatiales, des recherches scientifiques in situ d'une vie présente ou passée sont effectuées sur Mars.

### Vénus
Carl Sagan, David Grinspoon et Dirk Schulze-Makuch (en) ont émis l'hypothèse que des microbes pourraient exister dans les couches stables de nuages situées 50 km au-dessus de la surface de Vénus, la surface de la planète n'étant pas favorable à l'expansion de la vie.

### Mars
Contrairement aux autres planètes du Système solaire, Mars a sans aucun doute connu par le passé des conditions assez proches de celles régnant sur Terre qui ont pu — mais cela reste à confirmer — permettre l'apparition de la vie. Depuis l'invention du télescope, cette planète de type terrestre intrigue les scientifiques comme le grand public. Les premières observations télescopiques révèlent des changements de couleur à sa surface, faisant penser à de la végétation qui évoluerait selon les saisons. En 1877, Giovanni Schiaparelli croit observer des canaux suggérant l'existence d'une vie intelligente. Ces interprétations suscitent rapidement un vif intérêt du public pour la « planète rouge ». Plus tard, les observations de ses deux lunes, Phobos et Déimos, des calottes polaires, d'Olympus Mons (la plus haute montagne connue du Système solaire) et de Valles Marineris (le plus grand canyon jamais observé) maintiennent l'intérêt pour l'étude et l'exploration de celle-ci. Mais le premier survol de Mars par la sonde américaine Mariner 4, en 1964, révèle une planète beaucoup moins accueillante que prévu, dotée d'une atmosphère très ténue, sans champ magnétique pour la protéger des rayonnements stérilisants et comportant une surface d'apparence lunaire très ancienne. Puis, en 1971, les observations plus poussées menées par l'orbiteur Mariner 9 montrent que Mars présente une géologie plus complexe, avec des traces de volcanisme et des formes peut-être façonnées par des eaux de surface dans des temps anciens. Il existe également sur cette planète, aujourd’hui encore, du pergélisol, voire du mollisol. Il est donc possible qu’il subsiste encore des traces de vie.
En 1976, les deux atterrisseurs américains du programme Viking sont les premiers engins équipés d'instruments d'analyse relativement sophistiqués à se poser sur la planète. Ils tentent de détecter la présence d'une vie microbienne au moyen d'un mini laboratoire embarqué, mais ne parviennent pas à obtenir de résultats déterminants. Les observations depuis l'orbite (Mars Global Surveyor, Mars Odyssey, Mars Reconnaissance Orbiter, Mars Express) et au sol (les astromobiles Spirit et Opportunity) se multiplient à compter des années 1990. Au début des années 2000, la NASA demande à un groupe de travail représentant la communauté scientifique internationale d'identifier les orientations à donner à l'exploration martienne pour la décennie 2010-2020. Le résultat de ces travaux est publié en 2003. La recherche de l'eau, qui avait servi de fil conducteur aux missions des années 1990, est remplacée par celle des composants permettant l'apparition de la vie. Parmi les objectifs identifiés figurent la recherche de la présence de signes du vivant dans le passé de Mars et une mission de retour d'échantillons martiens s'appuyant sur un astromobile pour la collecte du sol. En conséquence, la NASA développe un rover lourd et polyvalent, Curiosity, dont l'instrumentation permet l'étude de la chimie du carbone sur Mars et l'analyse des dépôts hydrothermaux. En 2018, les recherches au sol de Curiosity confirment la présence par le passé d'un milieu aqueux mais ne permettent pas de faire avancer la question de la présence de la vie sur Mars. La mission de retour d'échantillons martiens, complexe et coûteuse, n'a de son côté pas trouvé en 2018 de financement.
Un autre axe de recherche de la vie est l'analyse de la présence et du processus de génération de certains gaz (méthane, ammoniac) dans l’atmosphère martienne, qui pourraient être un indice de présence actuelle de la vie. Deux orbiteurs, MAVEN (lancé en 2013) et ExoMars Trace Gas Orbiter (2016), doivent notamment étudier cette question.

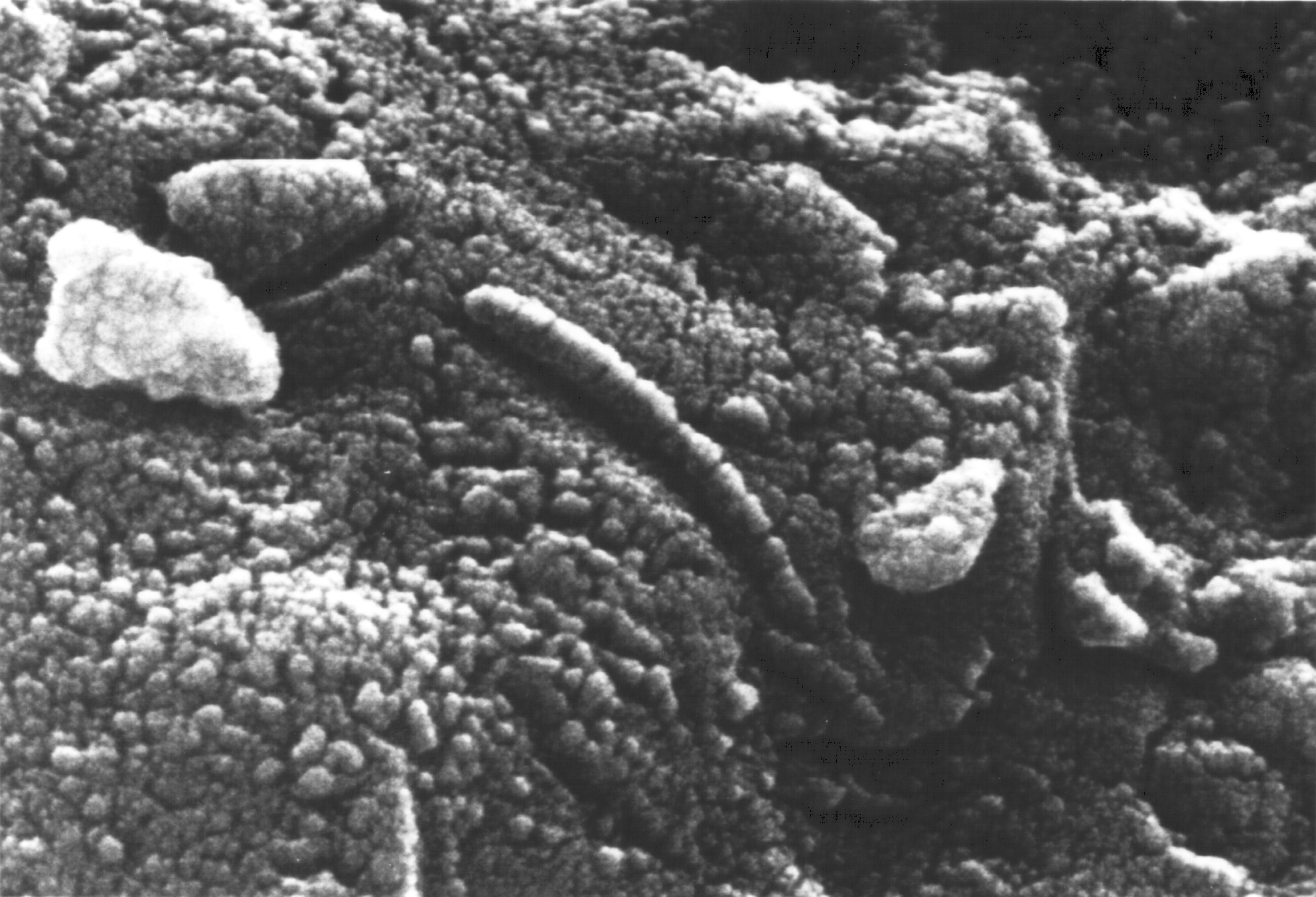
Un fragment de la météorite ALH 84001 révèle par microscopie électronique à balayage des structures ressemblant à des bactéries, possibles formes de vie sur Mars.

Un indice d’existence d’une forme de vie extraterrestre a consisté en de petites structures minéralisées trouvées dans un fragment de la météorite martienne ALH 84001 et attribuées à des bactéries. La signification de cette découverte a cependant été contestée, plusieurs processus terrestres de formation de ces structures étant capables de les expliquer, des analyses plus poussées sur les HAP révélant même l'influence directe du milieu environnant la météorite.
L’hypothèse martienne de l’origine de la bactérie polyextrémophile Deinococcus radiodurans est également envisagée. La sonde Mars Global Surveyor aurait trouvé, par ailleurs, des formes sur Mars faisant penser à de la végétation. Les avis sont partagés sur ce point, mais la thèse actuelle de la NASA est que les taches sont composées de fragments de cendres basaltiques, soit d'agrégats de poussière sombre qui formeraient des résidus de sublimations sur de nombreux sites. Selon André Debus, du CNES, un milliard de bactéries auraient été amenées sur Mars par les différentes explorations américaines et européennes,,. Selon la NASA, la caméra de la sonde Surveyor 3, envoyée sur la Lune deux ans plus tôt et insuffisamment décontaminée, portait encore, à son retour sur Terre après sa récupération par l’équipage d’Apollo 12, une colonie de bactéries Streptococcus mitis. Ces micro-organismes auraient donc survécu au vide et à l’absence de source nutritive. Cette conclusion a cependant été contestée en 2010 par des scientifiques de la NASA.

### Ceinture d'astéroïdes

#### Météorites
La plupart des météorites proviennent presque certainement de fragments d'astéroïdes. De nombreux composés organiques, dont des acides aminés, ont été découverts dans plusieurs chondrites. La signature spectrale de composés organiques dans le spectre de réflexion infrarouge des astéroïdes et de Cérès a été recherchée pendant des décennies, mais sans succès jusqu'en 2016, alors qu'elle a été détectée à plusieurs reprises dans les noyaux cométaires.
En mars 2011 Richard B. Hoover (en), un chercheur de la NASA, déclare avoir découvert, dans les tranches intérieures fraîchement fracturées de trois météorites du groupe CI, des fossiles de cyanobactéries dont il argumente l'origine extraterrestre,. La NASA n'a cependant pas confirmé et affirme au contraire que les preuves sont insuffisantes.

#### Cérès
Avec un diamètre d'un peu moins de mille kilomètres, Cérès est le plus gros astéroïde de la ceinture principale. La cartographie opérée dans le visible et l'infrarouge par le spectromètre à bord de Dawn a révélé la présence d'un pic d'absorption vers 3,4 µm. Ce pic, qui est caractéristique de la matière organique aliphatique, est principalement observable dans une région d'environ 1 000 km2, à proximité du cratère Ernutet. La présence sur Cérès de minéraux hydratés contenant de l'ammoniac, de la glace d'eau, des carbonates, des sels et de la matière organique indique un environnement chimique très complexe, éventuellement favorable à la chimie prébiotique,, d'autant plus qu'il est probable que cette planète naine héberge un océan d'eau liquide sous sa glace de surface.

### Satellites des planètes externes

#### Europe
La surface craquelée d'Europe, l'une des lunes galiléennes de Jupiter, laisse présager la présence d'eau sous forme liquide sur ce satellite, ce qui est un critère souvent jugé primordial par les exobiologistes pour l'apparition de la vie. Conséquemment, des chercheurs procèdent à l'étude d'une possible vie extraterrestre sur cet astre.

#### Encelade
En 2005, des sondes ayant survolé Encelade, un satellite de Saturne, ont détecté des geysers de vapeur d'eau émanant du pôle sud de l'astre. En 2008, on découvre que ces geysers sont aussi constitués de sel et de matières organiques, éléments jugés indispensables à la vie. En 2014, la NASA annonce la découverte d'un océan sous la surface gelée du pôle sud d'Encelade[réf. nécessaire]. Le satellite devient, avec Mars et Europe, l'un des astres les plus disposés à abriter la vie. En 2017, la NASA annonce la détection de la présence d'hydrogène moléculaire (indice supplémentaire de conditions propices à la vie sur Encelade), lors de la mission Cassini-Huygens. En 2019 est annoncée la découverte de grains de glace de l'anneau E, alimenté par Encelade, contenant des molécules organiques pouvant jouer le rôle de précurseur pour la synthèse de molécules organiques complexes.

#### Titan
Alors que Saturne est considérée comme non propice à la vie, Titan, sa plus grande lune, possède une atmosphère bien développée.

## Tentatives d'observations radio

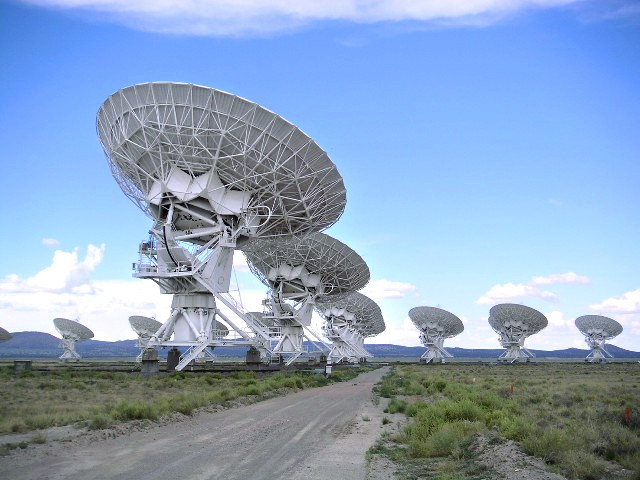
Le radiotélescope Very Large Array en configuration D.

L'idée d'une détection voire d'une communication extraterrestre semble naître au XIXe siècle et plusieurs idées voient ainsi le jour. Ainsi Carl Friedrich Gauss projette de planter un champ de pins de forme géométrique au sein d’un champ de blé, le contraste devant être visible depuis Mars. La découverte des canaux martiens, interprétés alors comme des constructions intelligentes, relance plusieurs projets plus ou moins utopiques. Celui de Charles Cros consiste en une lampe électrique braquée au niveau d’un astre et envoyant des signaux périodiques. Nikola Tesla, persuadé d’avoir capté des signaux venant de Mars, étudie, dans les années 1930, la faisabilité d’une communication par ondes hertziennes[réf. nécessaire].
Les progrès de la radioastronomie, le début de l'ère spatiale et l'exploration in situ de le Système solaire incitent des astronomes à tenter de percer cette énigme en analysant de manière systématique les signaux radio susceptibles de constituer les signatures de civilisations extraterrestres. Le programme SETI émerge au début des années 1960 aux États-Unis, qui se situe à l'époque à la pointe de l'exploration spatiale et dispose des plus gros budgets consacrés à la recherche astronomique. L'humanité commence à écouter les différentes sources d'émission d'ondes radio à compter des premiers développements de la radioastronomie durant la première moitié du vingtième siècle. Un demi-siècle de science-fiction ayant influencé l'imaginaire des chercheurs (cf. section « Œuvres de fiction »), l'hypothèse du message artificiel est souvent envisagée, lors des débuts de la radioastronomie, pour expliquer l'origine de ces derniers.

### Pulsars
En 1968, une équipe de radioastronomes anglais découvre un signal radio extrêmement stable et régulier dans le temps, en provenance d’une région fixe du ciel. Le signal est d’abord baptisé « LGM-1 », pour Little Green Men 1 (« Petits Hommes Verts 1 ») car il est dans un premier temps soupçonné de ne pouvoir être d’origine naturelle. Il s’agit en réalité du signal émis par un pulsar, un résidu extrêmement compact d’étoile en rotation très rapide et émettant un rayonnement électromagnétique fort le long de son axe magnétique ; le faisceau émis balaie alors certaines régions du ciel avec une régularité caractéristique, tel un phare.

### Le programme de recherche SETI
SETI, pour Search for Extra-Terrestrial Intelligence (Recherche d'une intelligence extraterrestre), est un programme de recherche fondamentale d'origine américaine lancé en 1960 et conçu dans l'objectif d'essayer de repérer des ondes électromagnétiques émises par des civilisations étant entrées dans le stade industriel, technologique et scientifique. Il regroupe aujourd’hui environ 70 projets internationaux dont l’objectif est de détecter les signaux qu'une intelligence non terrestre pourrait émettre depuis sa planète d'origine, volontairement ou non, éventuellement en nous ciblant.
Pour cela, les projets analysent les ondes radio ou laser provenant de l'espace et essayent de détecter les signaux par opposition au bruit de fond. Diverses technologies sont utilisées dans ce but, dont le radiotélescope d'Arecibo (programme SETI@home), des signaux lumineux de type laser et des détections par télescopes, cuves Cerenkov, lumière visible ou rayons gamma. Jusqu’à ce jour[Quand ?], en dehors du fameux signal Wow ! capté en 1977, l’usage de ces technologies n’a donné aucun résultat concluant qui irait dans le sens de l’existence d’une civilisation extraterrestre comparable à la nôtre. Toutefois, pour espérer obtenir un résultat, de telles technologies qui sont tributaires de la vitesse de propagation de la lumière dans le milieu interstellaire doivent pouvoir être mises en œuvre à long terme, voire le très long terme. En effet, la radioastronomie n’existant que depuis 1930 et les programmes de recherche de vie extraterrestre étant encore plus récents, cela signifie que le temps passé par l’espèce humaine à rechercher de possibles civilisations extraterrestres est encore très court s'il est comparé à la durée d’existence des civilisations connues.
Par ailleurs, l’usage des technologies en question implique notamment que l’hypothétique civilisation extraterrestre émettrice du signal dispose de technologies au moins similaires. Cela implique aussi que cette civilisation peut produire et produit effectivement des signaux exploitables par ces technologies. On peut donc logiquement exclure la possibilité de détecter par ces moyens des civilisations qui ne sont pas suffisamment avancées pour utiliser ces technologies (ou être détectées par elles) ou bien qui, à l’inverse, sont plus avancées technologiquement que nous ne le sommes et utilisent peut-être des technologies dépassant nos connaissances actuelles. Seule la multiplication des techniques, méthodes et technologies utilisées, ainsi que leur usage à long terme, semblent donc pouvoir permettre d’espérer obtenir un jour le résultat escompté, à savoir la détection d’une intelligence extraterrestre.

## Le paradoxe de Fermi
Le nombre de civilisations présentes dans la galaxie est difficile à établir car de nombreux facteurs nous échappent. Toutefois, le paradoxe de Fermi met en évidence que, jusque-là, aucune civilisation extraterrestre ne nous a contactés alors que l'ancienneté de notre galaxie (10 milliards d'années) aurait dû permettre à certaines d'entre elles d'accéder au voyage interstellaire et de laisser des traces dans le Système solaire.
Ce paradoxe, énoncé dans les années 1950 par le physicien Enrico Fermi, repose sur plusieurs hypothèses :
- au moins une civilisation extraterrestre au sein de notre galaxie, la Voie lactée, a réussi à développer le voyage interstellaire avec des vaisseaux circulant à une vitesse très inférieure à la vitesse de la lumière ;
- cette civilisation, pour une raison quelconque, explore et colonise notre galaxie ;
- elle progresse par bonds, colonisant une planète pendant quelques centaines ou milliers d'années, avant d'envoyer des dizaines de vaisseaux vers de nouvelles conquêtes[27].

D'après les calculs d'Enrico Fermi, l’ensemble de la Galaxie devrait avoir été visité ou colonisé par cette civilisation extraterrestre hypothétique après seulement quelques centaines de millions d'années, la faible vitesse de déplacement des vaisseaux étant largement compensée par l’augmentation exponentielle du nombre de vaisseaux de colonisation. Fermi exprime alors ce qui deviendra le paradoxe qui porte son nom : « si les extraterrestres existent, mais où sont-ils donc ? ». Un million d’années ne représentant que peu de chose à l’échelle de la Galaxie, « ils » devraient donc être omniprésents et il devrait être impossible de ne pas les voir. Depuis son énonciation, plusieurs hypothèses ont été émises pour expliquer ce paradoxe :
- la tendance à la colonisation de la Galaxie par une civilisation extraterrestre est une supposition anthropocentrée, difficile à démontrer (ce n'est pas parce que nous le ferions qu'ils le feraient nécessairement) ;
- l'humanité n'a pas nécessairement pris conscience de toutes les formes de vie qui l'entourent. La découverte récente des organismes thermophiles et de traces de méthane dans l'atmosphère de Mars en sont l'illustration. De plus, une civilisation extraterrestre avancée pourrait éventuellement se dissimuler et éviter des contacts avec l'humanité selon l'hypothèse du zoo de John A. Ball (ce n'est pas parce que nous ne les voyons pas qu'ils ne sont pas là) ;
- l'apparition tardive des éléments lourds (plus massifs que le lithium) dans l'Univers, nécessaires au développement de la vie sous sa forme actuellement connue, a pu retarder l'apparition de civilisations extraterrestres.

### L'équation de Drake
En 1961, l'astronome américain Frank Drake propose une équation afin d'estimer le nombre potentiel de civilisations extraterrestres dans notre galaxie avec lesquelles nous pourrions entrer en contact. Cette équation présente le problème de l’existence ou non des extraterrestres en partant d’une approche positiviste. Elle s'exprime ainsi :
{\displaystyle N=N\!*\ f_{p}\ n_{e}\ f_{l}\ f_{i}\ f_{c}\ f_{L}}
où :
- {\displaystyle N\!*} est le nombre d’étoiles dans notre galaxie ;
- {\displaystyle f_{p}} est la fraction d’étoiles disposant d’un système planétaire ;
- {\displaystyle n_{e}} est le nombre de planètes (dans un système donné) où la vie est écologiquement possible ;
- {\displaystyle f_{l}} est la fraction de planètes biocompatibles où la vie est effectivement apparue ;
- {\displaystyle f_{i}} est la fraction de planètes habitées sur lesquelles une forme de vie intelligente est effectivement apparue ;
- {\displaystyle f_{c}} est la fraction de planètes habitées par une vie intelligente sur lesquelles on rencontre une civilisation technique capable de communications ;
- {\displaystyle f_{L}} est la fraction de la durée de vie planétaire accordée à une civilisation technique.

Si le premier terme ({\displaystyle N\!*}) est connu avec une assez grande précision (environ 4 × 1011 étoiles), la grande difficulté réside dans l’évaluation des autres facteurs. Selon les évaluations faites par les uns ou les autres, la probabilité varie considérablement (entre quasi impossibilité et profusion de voisins avec qui communiquer)[réf. souhaitée].
Cette équation a été popularisée par l'astronome et vulgarisateur scientifique Carl Sagan.

### Équation de Seager
En 2013, Sara Seager propose une version modifiée de l'équation de Drake pour estimer le nombre de planètes habitables dans la Galaxie. Au lieu de considérer des extraterrestres ayant une technologie radio, Seager s'intéresse simplement à la présence d'une quelconque vie extraterrestre. L'équation se concentre sur la recherche de planètes avec des biomarqueurs, molécules (gaz, dans ce cas) produits par les organismes vivants qui peuvent s'accumuler dans l'atmosphère d'une planète à des niveaux détectables par des télescopes spatiaux distants.
L'équation de Seager est :
{\displaystyle N=N\!*F_{Q}F_{HZ}F_{o}F_{L}F_{S}}
avec :
- {\displaystyle N} : le nombre de planètes avec des signes de vie détectables ;
- {\displaystyle N\!*} : le nombre d'étoiles observées ;
- {\displaystyle F_{Q}} : la fraction d'étoiles calmes ;
- {\displaystyle F_{HZ}} : la fraction d'étoiles avec des planètes rocheuses situées dans la zone habitable ;
- {\displaystyle F_{o}} : la fraction de ces planètes qui peuvent être observées ;
- {\displaystyle F_{L}} : la fraction de ces planètes observables qui abritent effectivement la vie ;
- {\displaystyle F_{S}} : la fraction de celles-ci sur lesquelles la vie produit des signatures gazeuses détectables.

## Approches alternatives

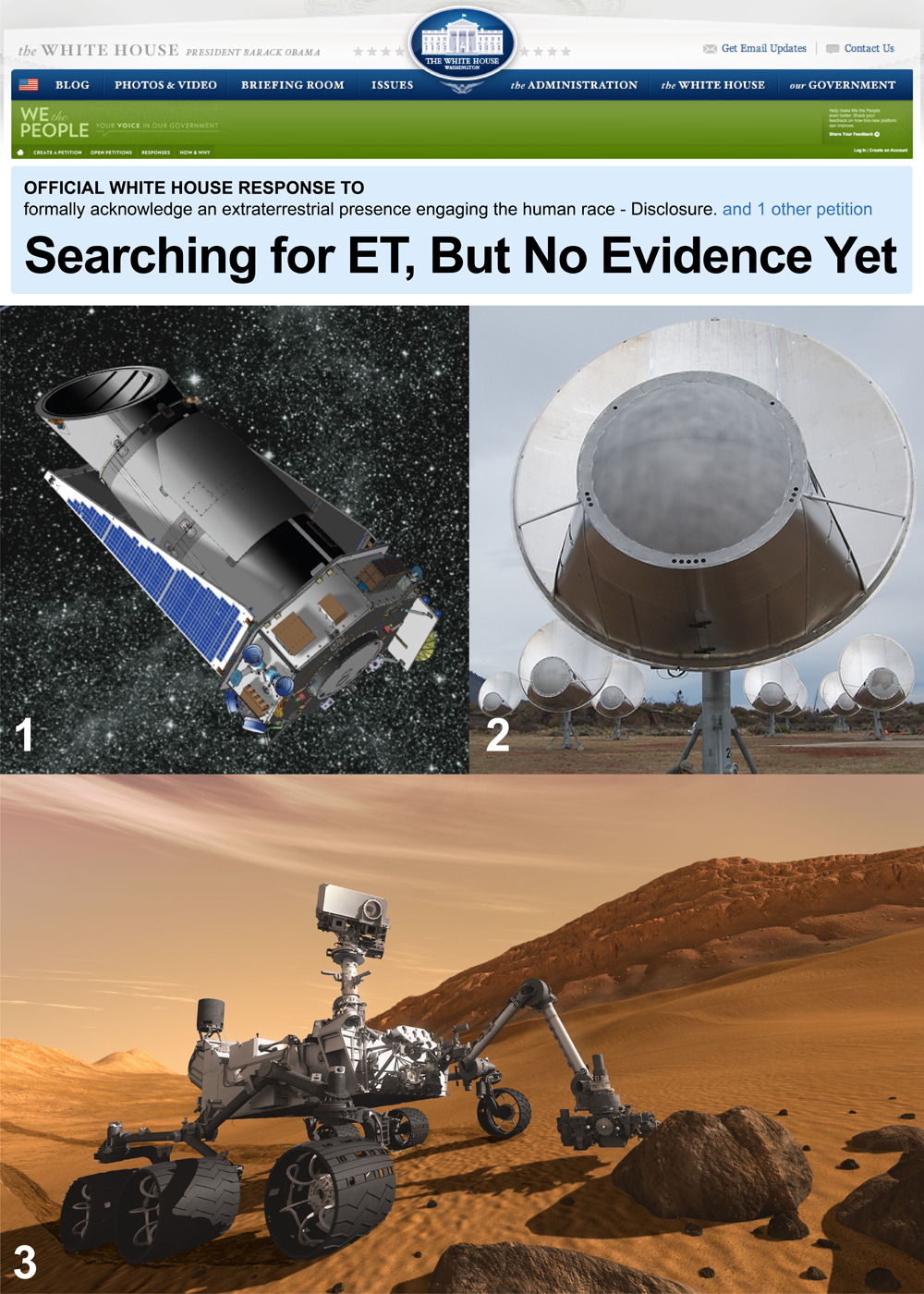
La réponse du gouvernement Obama à une pétition signée par 25000 personnes sommant les autorités américaines de dévoiler les informations qu'il détient sur les extraterrestres : « nous cherchons, mais nous n'avons jusqu'à présent trouvé aucune preuve de la présence de civilisation extraterrestre ». Le porte-parole rappelle certains des programmes de recherche : télescope spatial Kepler), SETI (financé par des fonds privés) et l'astromobile Curiosity).

Certains projets jugent que l'approche scientifique est trop restreinte pour rechercher des traces de vie extraterrestre. En conséquence, ils développent d'autres approches, considérées comme soit du charlatanisme, soit des pseudo-sciences[réf. nécessaire].

### Ufologie

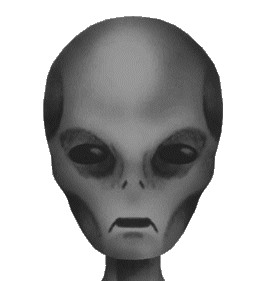
Tête d'extraterrestre dans la culture populaire.

Bien que l'ufologie se concentre plutôt sur le phénomène Objet volant non identifié (OVNI), certains amateurs envisagent l'idée de vie extraterrestre et supposent que les ovnis sont des engins construits et/ou pilotés par une forme de vie intelligente non humaine.

### Astroarchéologie
L'objectif de la recherche SETI traditionnelle est d'essayer de détecter des émissions électromagnétiques intelligentes en dehors de la Terre. Les partisans de l'astroarchéologie, considérée comme une pseudo-science par la communauté scientifique, prétendent trouver des preuves de visites extraterrestres sur notre planète.

## Dans l'éventualité d'un contact

### Messages aux extraterrestres
Plusieurs messages ont été envoyés de la Terre vers d’hypothétiques destinataires. Certains sous forme radioélectrique, depuis des radiotélescopes de puissance importante, d’autres sous forme matérielle, avec des sondes spatiales pour support. Partant du principe que les mathématiques sont un langage universel, ces messages utilisent la logique pour leur forme et contenu. L’autre principe est qu’une image vaut mille mots : des représentations graphiques complètent donc le tout, qui informent leur lecteur de notre apparence physique, entre autres.
Sondes ayant emporté une « carte de visite » terrestre :
- Pioneer 10 et 11, États-Unis, 1973 et 1974 : plaque de Pioneer ;
- Voyager 1 et 2, États-Unis, 1977 : Voyager Golden Record.

Plaque de Pioneer 10 et Pioneer 11.

Le 16 novembre 1974, profitant de l'ajout d'une surface de haute précision au réflecteur du radiotélescope d'Arecibo, des chercheurs lancent un message vers l'amas globulaire M13, qui se trouve à environ 25 000 années-lumière de la Terre. Il consiste en 1 679 nombres binaires. Le message, écrit entre autres par Frank Drake et Carl Sagan, donne des informations sur le Système solaire, la Terre et l'humanité. Les messages du projet Cosmic Call, conçus par Yvan Dutil et Stéphane Dumas, sont envoyés à partir du Evpatoria Deep Space Center les 24 mai, 30 juin et 1er juillet 1999 vers les étoiles HD178428, HD186408, HD1900360 et HD190040. Le 6 juillet 2003, une version modifiée du message est envoyée vers les étoiles Hip 26335, 55 Cnc, Hip 4872, 47 UMa et Hip 7918.
Le 5 février 2008, pour célébrer ses cinquante ans d’existence, la NASA transmet par radio un message vers l’espace, contenant un des succès des Beatles, Across the universe. Ce message est envoyé vers l’étoile polaire à travers le réseau d’antennes Deep Space Network, cinquante ans jour pour jour après le lancement du premier satellite américain, Explorer 1. Voyageant à la vitesse de la lumière, le message arrivera, très affaibli, environ 430 ans après son envoi, soit vers le milieu du XXVe siècle, l'étoile polaire étant distante de 431 années-lumière.

### Préparation à une éventuelle rencontre
Le contact avec des formes non terrestres de vie est un sujet qui a fait l'objet de nombreuses spéculations de la part d'auteurs de science-fiction, faisant naître des controverses, des craintes et des espoirs,. Des scientifiques envisagent également la forme d'un « premier contact, » et les possibilités de communication,.
En 2011, des universitaires américains de la Pennsylvania State University et des scientifiques de la NASA produisent une étude prospective d'analyse de scénarios visant à envisager ou préparer une éventuelle rencontre avec des extraterrestres. Ils considèrent de nombreux scénarios où les extraterrestres seraient bienveillants (coopératifs ou non), neutres ou capables de volontairement s’en prendre à l’humanité, voire de la détruire involontairement ou délibérément. Dans ce dernier cas, la destruction de l'humanité (entière ou telle qu'elle existe[pas clair]) pourrait par exemple viser à sauver les potentialités de poursuite de l'évolution ou la possibilité pour d’autres civilisations de s’exprimer, dans le cas où ils observeraient des changements écologiques et climatiques majeurs et accélérés dus à l'Homme et conduisant à une catastrophe.
Le correspondant scientifique du journal The Guardian commente ce scénario le plus pessimiste en estimant que cette hypothèse est un « scénario hautement spéculatif » et que, sans être la raison la plus convaincante de réduire les émissions de gaz à effet de serre, cette réduction pourrait un jour peut-être sauver l'humanité d'une attaque préemptive ou préventive extraterrestre car, vus de loin, les changements dans l'atmosphère terrestre pourraient effectivement être interprétés « comme symptomatiques d'une civilisation de plus en plus hors de contrôle », incapable de réguler sa croissance et se dirigeant vers une crise majeure (de type collapsus écologique) ou une obligation d'expansion dans l'espace, au détriment, possiblement, d'autres systèmes de vie. Des mesures drastiques pour nous empêcher de devenir une menace plus grave pourraient être envisageables, selon les chercheurs.
Dans les scénarios négatifs, les chercheurs envisagent aussi :
- un préjudice involontaire ou accidentel (maladies, etc.) ;
- la possibilité d’être confronté non à des êtres vivants, mais à « une intelligence artificielle inamicale » ;
- les suites d’une expérience de physique qui pourrait mal tourner dans cette partie de la Galaxie, etc.

Pour « renforcer les chances de survie de l'humanité », certains chercheurs ont appelé à la prudence dans l'envoi de signaux dans l'espace renseignant sur la position de la Terre. Ils mettent en particulier en garde contre la diffusion d'informations sur notre constitution biologique, qui pourraient être utilisées pour fabriquer des armes ciblant mieux les humains. Certains estiment même que les contacts avec les extraterrestres devraient être limités aux discours mathématiques, jusqu'à ce que nous ayons une meilleure idée du type d’intelligence en question. Nous ne devrions pas non plus donner l'impression d'être une civilisation rapidement expansive, ni tendant à détruire les écosystèmes, ce qui pourrait nous faire passer pour « nuisibles » sous le prisme d'une éthique extraterrestre.
L'universitaire Evgenya Shkolnik estime que « les preuves concluantes de formes quelconques d'une vie extraterrestre pourraient nous arriver [...] aux alentours de 2020 »[pourquoi ?]. Elle estime que « les répercussions culturelles et sociologiques seraient des plus significatives pour notre société », amenant les humains à se sentir « moins divisés ».